# Tobiasz (ryba)
Tobiasz (Ammodytes tobianus) – gatunek morskiej ryby okoniokształtnej z rodziny dobijakowatych. Występuje w północno-wschodnim Atlantyku, włączając w to morza Północne i Bałtyckie, od Zatoki Kolskiej po południowe wybrzeże Półwyspu Iberyjskiego. Pojawia się również w zachodniej części Morza Śródziemnego. Jest rybą morską, ale nie stroni od wód brachicznych. Trzyma się blisko brzegu, na niewielkich głębokościach, z reguły w piaszczystych zatokach i w pobliżu piaszczystych plaż, także w strefie międzypływowej. Dzień spędza zazwyczaj zakopana w piasku, nocą wypływa w niewielkich ławicach na żer. Umiejętność zakopywania się wykorzystuje również w sytuacji zagrożenia. Jest rybą niewielką, do 20 cm długości standardowej. Charakteryzuje się silnie wydłużonym ciałem, z ciemnym grzbietem i srebrzystym brzuchem. Ma długą płetwę grzbietową, sięgającą od końca płetw piersiowych do trzonu ogonowego; długą, acz o ponad połowę krótszą od grzbietowej, płetwę odbytową. Cechuje się brakiem płetw brzusznych i pęcherza pławnego. Tobiasz żywi się głównie skorupiakami planktonowymi, robakami, rzadziej glonami i innymi rybami, zwłaszcza ich larwami i narybkiem. Sam stanowi pożywienie dla ssaków morskich, ptaków i innych ryb. Tarło przypada na różne miesiące w zależności od lokalizacji. W Morzu Północnym odbywa się w okresie zimowym, w Bałtyku zaś latem i wczesną jesienią. Ma nieduże znaczenie gospodarcze, wykorzystywany głównie do przerobu na mączkę rybną. Chętnie używany przez wędkarzy jako przynęta. Jest gatunkiem o nieokreślonym stopniu zagrożenia przez IUCN.

## Taksonomia

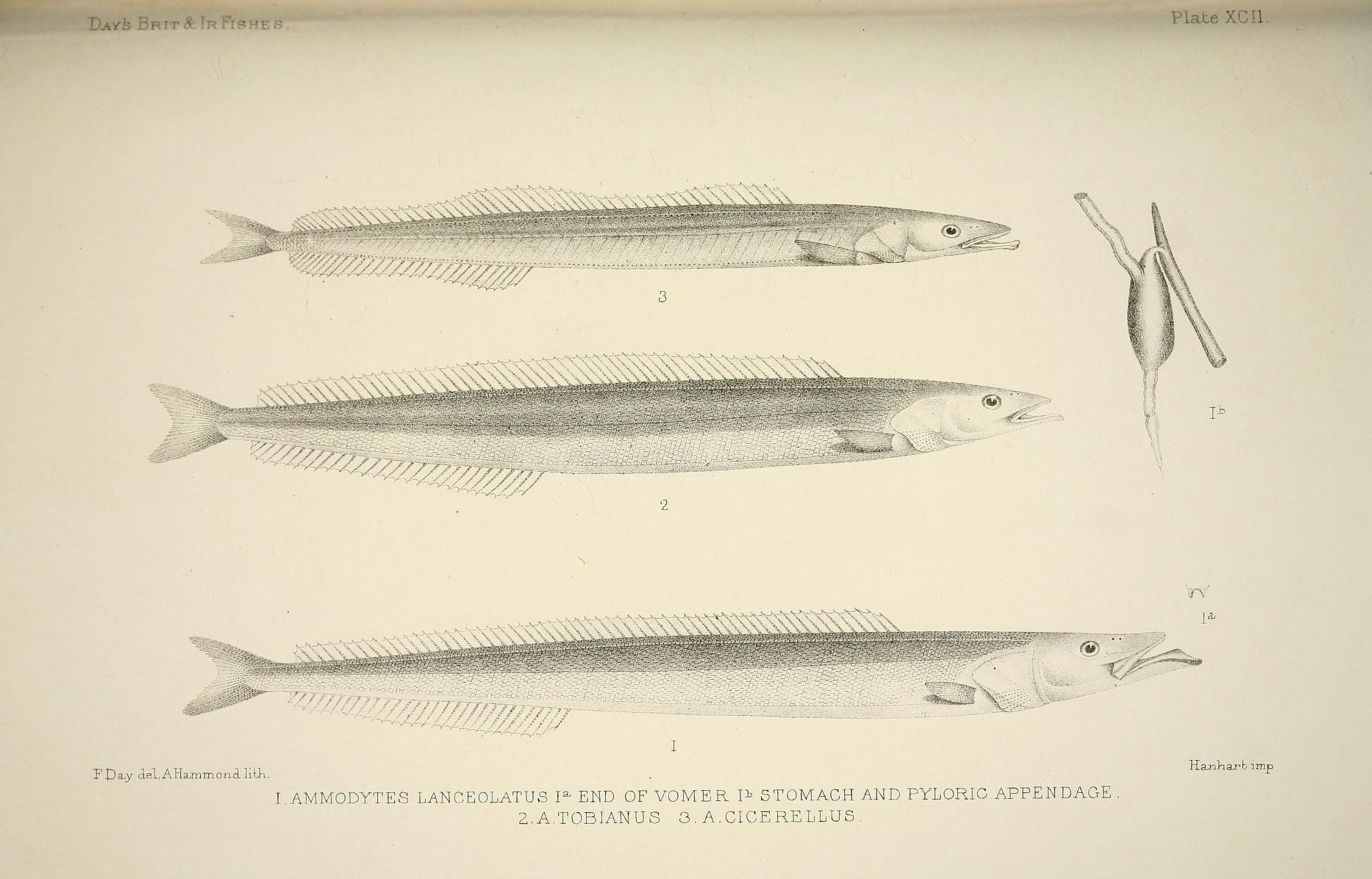
Rysunek pochodzący z The fishes of Great Britain and Ireland, od góry: Hyperoplus lanceolatus (syn. A. lanceolatus), A. tobianus, Gymnammodytes cicerelus (syn. A. cicerellus)

Po raz pierwszy gatunek naukowo opisał Karol Linneusz w 1758, w dziesiątej edycji swojej pracy pt. Systema Naturae. Choć istnieje wiele wcześniejszych opisów ryby, to jednak Linneusz jako pierwszy nazwał A. tobianus zgodnie z akceptowaną przez współczesną naukę zasadą binominalnego nazewnictwa gatunków. Francis Willughby, angielski ichtiolog, w swojej pracy z 1686 traktował tobiasza jako węgorza i opisuje pod nazwą Anguilla de arena. Wiadomo, że przed wydaniem linneuszowskiej Systema Naturae opis A. tobianus, pod różnymi nazwami i w różnym ujęciu, pojawił się w co najmniej 18 pracach. Współcześnie umieszczany w rodzinie dobijakowatych, w rzędzie ryb okoniokształtnych. Nazwa rodzajowa Ammodytes pochodzi od połączenia greckich słów ammos – oznaczającego piasek, i dytes – lubiącego zanurzać się, nurkować.

## Rozmieszczenie i środowisko
Występuje w północno-wschodniej części Oceanu Atlantyckiego, od zachodnich krańców Rosji po Półwysep Iberyjski, włączając w to również Morze Północne, w którym jest gatunkiem pospolitym, i Morze Bałtyckie, zwłaszcza w jego zachodniej części. Obecny także w wodach opływających południowe wybrzeże Islandii. Zasięg występowania A. tobianus zamyka się w obszarze 72°N–36°N, 23°W–42°E, obejmując wody Rosji (zarówno przybrzeżne wody Morza Barentsa na wysokości Murmańska, jak i Morza Bałtyckiego w rejonie obwodu królewieckiego), Norwegii (w tym Svalbardu), Szwecji, Finlandii, Danii (w tym Wysp Owczych), Wielkiej Brytanii, Irlandii, Guernsey, Jersey, Wyspy Man, Islandii, Francji, Belgii, Holandii, Niemiec, Polski, Litwy, Łotwy, Estonii, Hiszpanii, Portugalii i Gibraltaru. Wpływa również do zachodniego Morza Śródziemnego. Według niektórych źródeł obecny również u wschodnich wybrzeży Grenlandii. Znany jest zapis z wód tureckich, z 1923 roku, lecz jest wysoce prawdopodobne, że to omyłkowo oznaczony falik (Gymnammodytes cicerelus). W podziale na regiony rybołówstwa FAO (ang. FAO Major Fishing Areas) gatunek notowany w regionach północno-wschodniego Atlantyku (obszar 27), środkowo-wschodniego Atlantyku (34) oraz Mórz Śródziemnego i Czarnego (37).
Jest rybą morską, tolerującą również środowisko wód brachicznych. Notowana na głębokości do 96 m. Jeśli nie leży zakopana w piaszczystym podłożu (co odbywa się głównie za dnia), pływa razem z innymi tobiaszami, tworząc niewielkie ławice. Bytuje w wodach przybrzeżnych, zwłaszcza w piaszczystych zatokach i w okolicy piaszczystych plaż, także w strefie międzypływowej i ujściach rzek, sporadycznie zaś na pełnym morzu. Wykazuje terytorializm.
Wraz z dobijakiem (Hyperoplus lanceolatus) są jedynymi reprezentantami podrzędu ostroszowców (Trachinoidei) w polskich wodach Morza Bałtyckiego.

## Morfologia

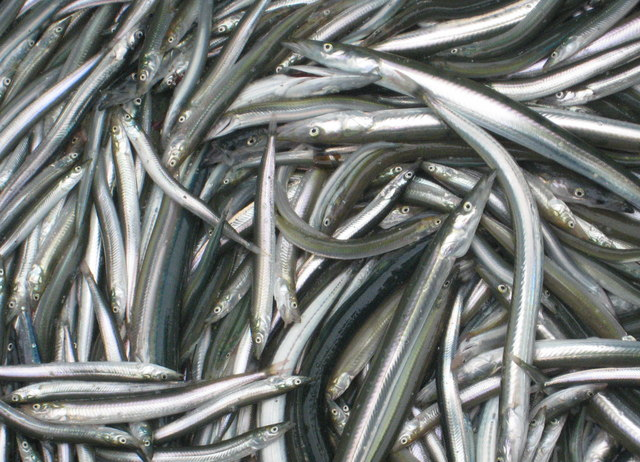
Główne cechy morfologiczne zewnętrzne – wydłużone ciało, spiczasty pysk, drobne, srebrne łuski, ciemniejszy od reszty ciała grzbiet

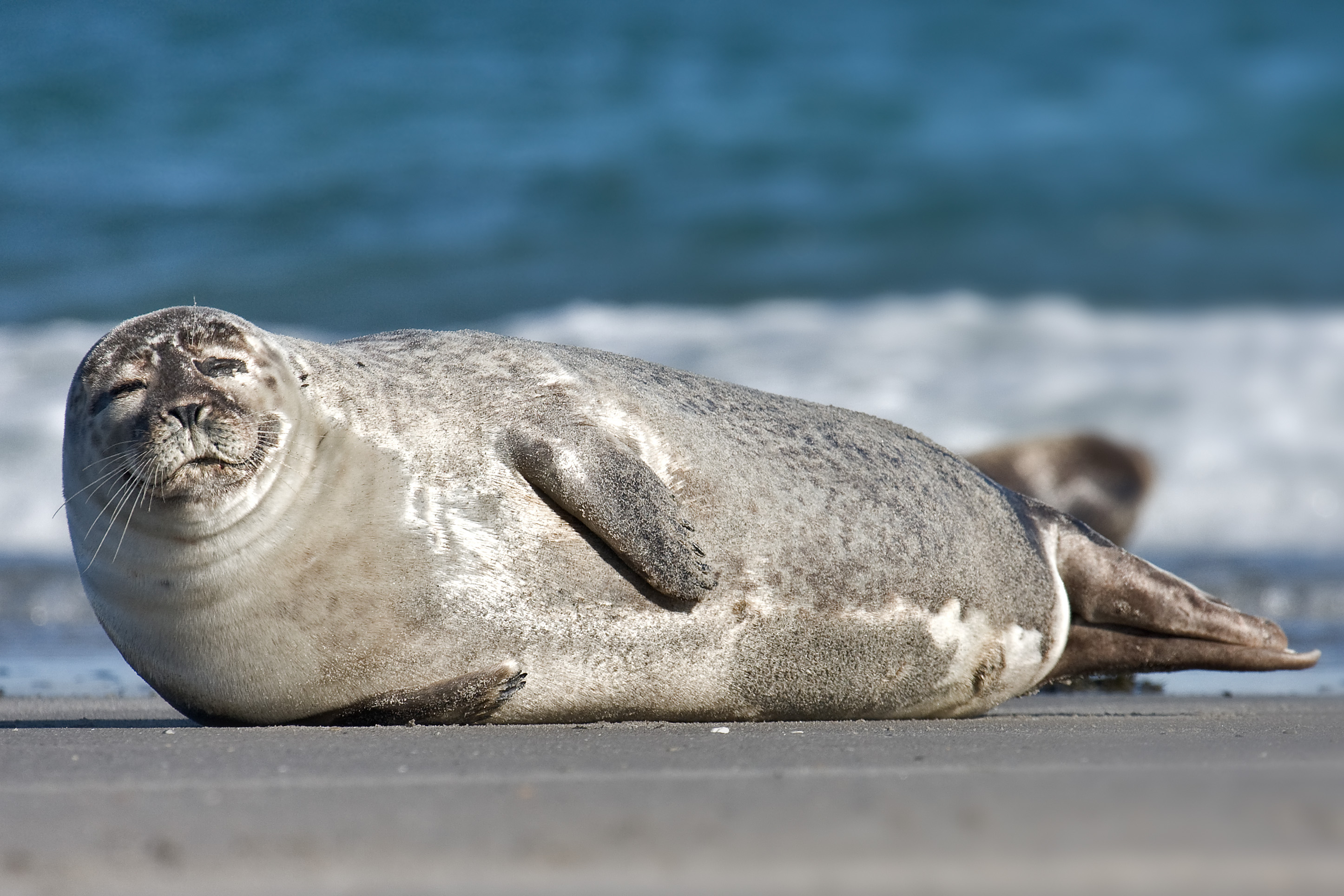
Foka pospolita – jeden z drapieżników tobiasza

Osiąga do 20 cm długości standardowej (do ok. 23 cm długości całkowitej, choć niektóre źródła podają, że i do 30 cm), przeciętnie 12–16 cm. Wymiary przykładowego osobnika w odniesieniu do długości całkowitej (TL): długość standardowa – 92,2%, długość ogonowa – 97,6%, długość przedanalna – 56,9%, długość przedgrzbietowa – 22,8%, długość przedpiersiowa – 17,8%, głębokość ciała – 10,2%, długość głowy – 17,8%, średnica oka – 11,7% długości głowy. Ciało silnie wydłużone, „węgorzowate”, z długą głową zakończoną spiczastym pyskiem. Otwór pyska jest szeroki. Szczęki są nieuzębione. Żuchwa jest znacznie bardziej wysunięta do przodu w stosunku do szczęki górnej. Ma jedną, bardzo długą, osadzoną w bruździe płetwę grzbietową, pozbawioną promieni twardych, mającą zaś 49–58 promieni miękkich, rozciągającą się od końca płetw piersiowych do trzonu ogonowego. Płetwa odbytowa długa, aczkolwiek o ponad połowę krótsza od grzbietowej, rozpostarta na 24–32 promieniach miękkich. Obie płetwy mają prostą krawędź zewnętrzną (u dobijaka krawędź ta jest falowana). Łuski są drobne, koliste, głęboko osadzone w skośnych fałdach skóry. Nie ma płetw brzusznych. Płetwy piersiowe, z 13–15 promieniami miękkimi, dochodzą do początku nasady płetwy grzbietowej. Płetwa ogonowa rozwidlona, bez połączenia z płetwami odbytową i grzbietową. U jej nasady występuje pole łuskowe. Poniżej płetw piersiowych wzdłuż całego ciała aż do nasady płetwy ogonowej rozciąga się podłużna bruzda. Kręgosłup zbudowany z 60–68 kręgów. Ryba ta nie ma także pęcherza pławnego. Parzyste jądra tobiasza mogą zrastać się całkowicie lub w części w jeden narząd nieparzysty. Ma jeden wyrostek pyloryczny.
Większość ciała, z wyjątkiem ciemnego grzbietu, jasno ubarwiona. Grzbiet koloru od żółtawozielonego do niebieskawego, niebiesko-zielonego, ciemnozielonego bądź ciemnoniebieskiego; boki jasnoniebieskie, żółto połyskujące, brzuch srebrzysty, prawie biały. Pyszczek jasny.

## Zachowanie
Tobiasz z reguły dzień spędza zakopany w piasku. Nocą jest aktywny i żeruje w niewielkich ławicach. Latem spotykany częściej przy powierzchni morza niż w innych porach roku. W miesiącach chłodnych schodzi głębiej, w poszukiwaniu cieplejszej wody. W piaszczystym podłożu zagrzebuje się również w sytuacji zagrożenia.
Tobiasz żywi się głównie skorupiakami planktonowymi (m.in. widłonogami), robakami i większymi okrzemkami, rzadziej narybkiem bądź ikrą. Sam zaś pada ofiarą wielu drapieżników, m.in. fok pospolitych (Phoca vitulina), wielu gatunków ptaków (np. nurzyka zwyczajnego Uria aalge), a także innych ryb. Bardzo chętnie zjadany jest przez dobijaka.
Dojrzałość płciową osiąga przy długości 11–15 cm. Tarło przypada na różne miesiące w zależności od lokalizacji. W Morzu Północnym odbywa się w okresie zimowym, w Bałtyku zaś latem i wczesną jesienią. Ikra składana jest na piaszczystym podłożu. Jajeczka są żółte, lepkie i mają jajowaty kształt. Larwy pelagiczne, unoszą się wraz z prądem wody, stanowiąc masę planktonową. Maksymalny notowany wiek – 7 lat.

## Znaczenie gospodarcze
Ma pewne znaczenie gospodarcze. Używany głównie do przerobu na mączkę rybną, a także jako przynęta do połowu innych ryb. Przy połowach komercyjnych chwytany za pomocą włoków i sieci drobnooczkowych. Przez wędkarzy zbierany w czasie odpływu przy pomocy grabi lub łowiony w specjalne sieci nazywane „tobiaszówkami”. W latach 60. i 70. XX wieku połowy tobiasza w Morzu Północnym, wraz z innymi dobijakami, oscylowały w granicach 150–300 tys. ton. W latach 1982–2001 całkowite roczne połowy dobijakowatych wahały się zakresie od 0,54 do 1,1 mln ton. Przed 2000 rokiem nie prowadzono oddzielnych statystyk odnoszących się do wielkości połowów poszczególnych gatunków dobijakowatych. W przypadku tobiasza wartości te podawane były łącznie z dobijakiem niebieskim (Ammodytes marinus). W późniejszych latach stan ten uległ zmianie. W niektórych regionach A. tobianus ma znaczenie żywieniowe – podawany gotowany lub wędzony. Mięso oceniane jest jako smaczne, ale ze względu na niewielkie rozmiary ryby te spożywane są sporadycznie. W Morzu Bałtyckim bez znaczenia gospodarczego.

## Ochrona
Jest gatunkiem o nieokreślonym stopniu zagrożenia (DD – data deficient) przez IUCN na podstawie oceny z 2014.